# Osivți, Buceaci
Osivți (în ucraineană Осівці) este o comună în raionul Buceaci, regiunea Ternopil, Ucraina, formată numai din satul de reședință.

## Demografie
Componența lingvistică a comunei Osivți
     Ucraineană (100%)
Conform recensământului din 2001, toată populația comunei Osivți era vorbitoare de ucraineană (100%).